# Hamlet (opera)
Amleto è un'opera in 5 atti di Ambroise Thomas, su libretto di Michel Carré e Jules Barbier, rappresentata all'Opéra de Paris il 9 marzo 1868 con Christina Nilsson.
La tragedia di Shakespeare assume un carattere romantico che ne stravolge il senso. Amleto perde la sua ironia raggelante, le due coppie di cortigiani spariscono, il ruolo di Polonio non esiste praticamente più, Gertrude non solo sa del crimine, ma ne è la complice, come attesta il duetto dei sovrani nel II atto. In questo modo, il crimine non è più potenzialmente fantastico, diventa realtà obiettiva. Il dramma si restringe sulla tensione al cuore dell'amaro personaggio di Amleto, i suoi aspetti bizzarri sono cancellati.
L'opera ha affascinato molto per la sua scena di follia tradizionale che occupa per intero l'atto IV: la canzone di Ofelia.

## Trama dell'opera

### Atto 1
Sala del palazzo reale 

La corte danese festeggia le nozze del nuovo re Claudio e Gertrude, vedova del precedente Re (fratello di Claudio). Se la corte è in festa, non lo è Amleto, che non approva le nuove nozze della madre, a pochi mesi di distanza dalla morte del padre. L'amata Ofelia cerca di distoglierlo dai suoi lugubri pensieri, e Amleto le riconferma il suo amore. Nel frattempo entra Laerte, fratello di Ofelia, che è costretto a partire per la Norvegia per volere del re, e affida ad Amleto la sorella. La festa ricomincia, e Amleto si allontana. Entrano Marcello e Orazio, preoccupati, in cerca di Amleto: ai cortigiani che chiedono cosa sia successo, rispondono di aver visto lo Spettro del vecchio Re aggirarsi sugli spalti del castello di notte. Il coro li deride e ritorna a festeggiare. 

Bastioni del castello 

Amleto, convocato dai due amici, aspetta sugli spalti del castello. Lo Spettro riappare, e ordina di rimanere solo con Amleto. Una volta usciti Marcello e Orazio, lo Spettro si riconferma come l'anima del padre di Amleto, ucciso dal fratello Claudio con la complicità della madre. Lo Spettro ordina al figlio di punire il suo assassinio uccidendo l'usurpatore del trono, e di lasciare la madre alla giustizia divina. Lo Spettro scompare, e Amleto, sconvolto, si prepara ad attuare il suo piano.

### Atto 2
Giardini 

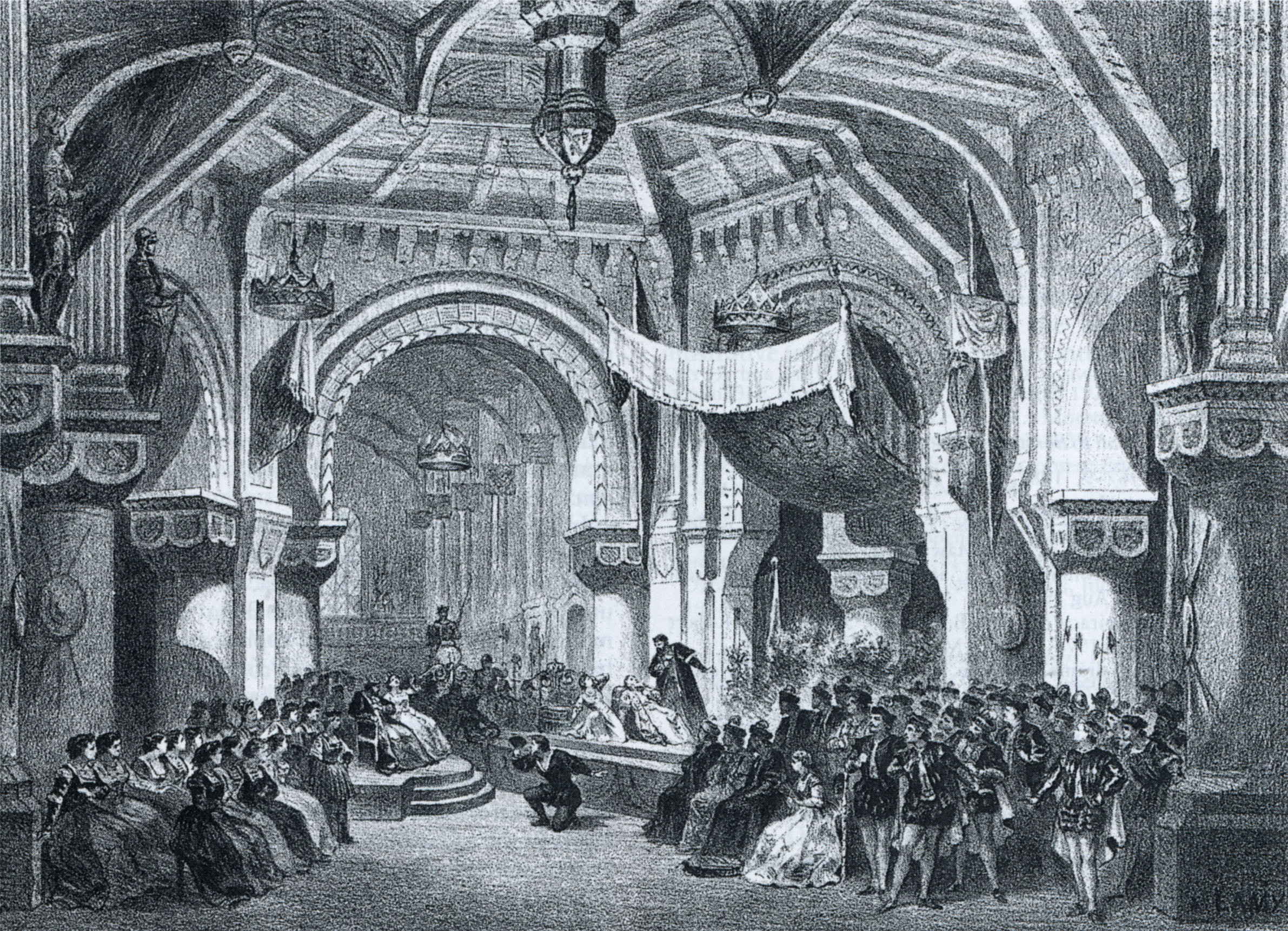
Scena dallHamlet di Ambroise Thomas, secondo atto (litografia di Lamy)

Ofelia inizia a dubitare dell'amore di Amleto, che è da un giorno che la evita e non la considera, e confida alla regina Gertrude i suoi propositi di allontanarsi dalla corte. Gertrude la scongiura di non andarsene, dato che il comportamento di Amleto si è fatto sinistro anche verso di lei, e vede nella fanciulla un possibile rimedio a questa sua nuova "follia". Nel frattempo re Claudio espone le sue perplessità sul figliastro a Gertrude, e cerca invano di costruire un rapporto con Amleto chiamandolo "figlio"; ma Amleto rifugge ogni forma di contatto. Il giovane sta già preparando un piano per accertarsi della colpevolezza del patrigno.

Sala del palazzo con un piccolo teatro 

Amleto ha allestito con una compagnia di attori vaganti uno spettacolo per la corte, intitolato "L'assassinio di re Gonzago", che mette in scena una vicenda uguale a quella avvenuta. Come previsto, Claudio reagisce spaventato, e ordina la fine della rappresentazione. Amleto ha la conferma della sua colpevolezza e lo copre d'insulti di fronte a tutta la corte, sconvolta dalla demenza del principe.

### Atto 3
Camera della regina 

Amleto sorprende Claudio a pregare, e fa per colpirlo, ma si rende conto che se l'avesse ucciso con la preghiera ancora sulle labbra, il pentimento l'avrebbe salvato. Amleto, spiando un dialogo tra Claudio e Polonio (padre di Ofelia), ha la conferma che anche lui e molti membri della corte furono coinvolti nella congiura. Ancora sconvolto, rifiuta il matrimonio che la madre gli propone tra lui e Ofelia, e insulta la fanciulla. La ragazza esce in lacrime, sconvolta, così come sconvolta è la regina. Amleto, in uno scatto d'ira, insulta la madre e fa per ucciderla, ma lo Spettro del padre riappare e gli ingiunge di non uccidere la donna. Amleto obbedisce, e Gertrude lamenta la follia del figlio.

### Atto 4
Campagna 

I contadini festeggiano il ritorno della primavera. Entra in scena Ofelia, che il rifiuto e gli insulti di Amleto hanno fatto impazzire. La fanciulla danza distribuendo fiori a tutti e annunciando le sue prossime nozze con Amleto. Il coro lamenta la sua triste sorte, e Ofelia, per raccogliere dei fiori, entra nel fiume, ma la corrente la trascina sul fondo e la fanciulla annega.

### Atto 5
Cimitero 

Amleto è ancora ignaro della sorte di Ofelia, e di fronte agli insulti di Laerte, appena tornato dalla Norvegia, non sa cosa rispondere. Disperata è la sua reazione quando passa in quel momento il corteo funebre che porta la bara con dentro la fanciulla. In quel momento riappare lo Spettro, che questa volta tutta la corte riesce a vedere, e fa capire ad Amleto che il momento della vendetta è giunto. Amleto uccide Claudio, e lo Spettro ordina il convento per Gertrude. La corte ineggia ad Amleto, nuovo re, che piange ancora la morte dell'amata.

## Struttura dell'opera

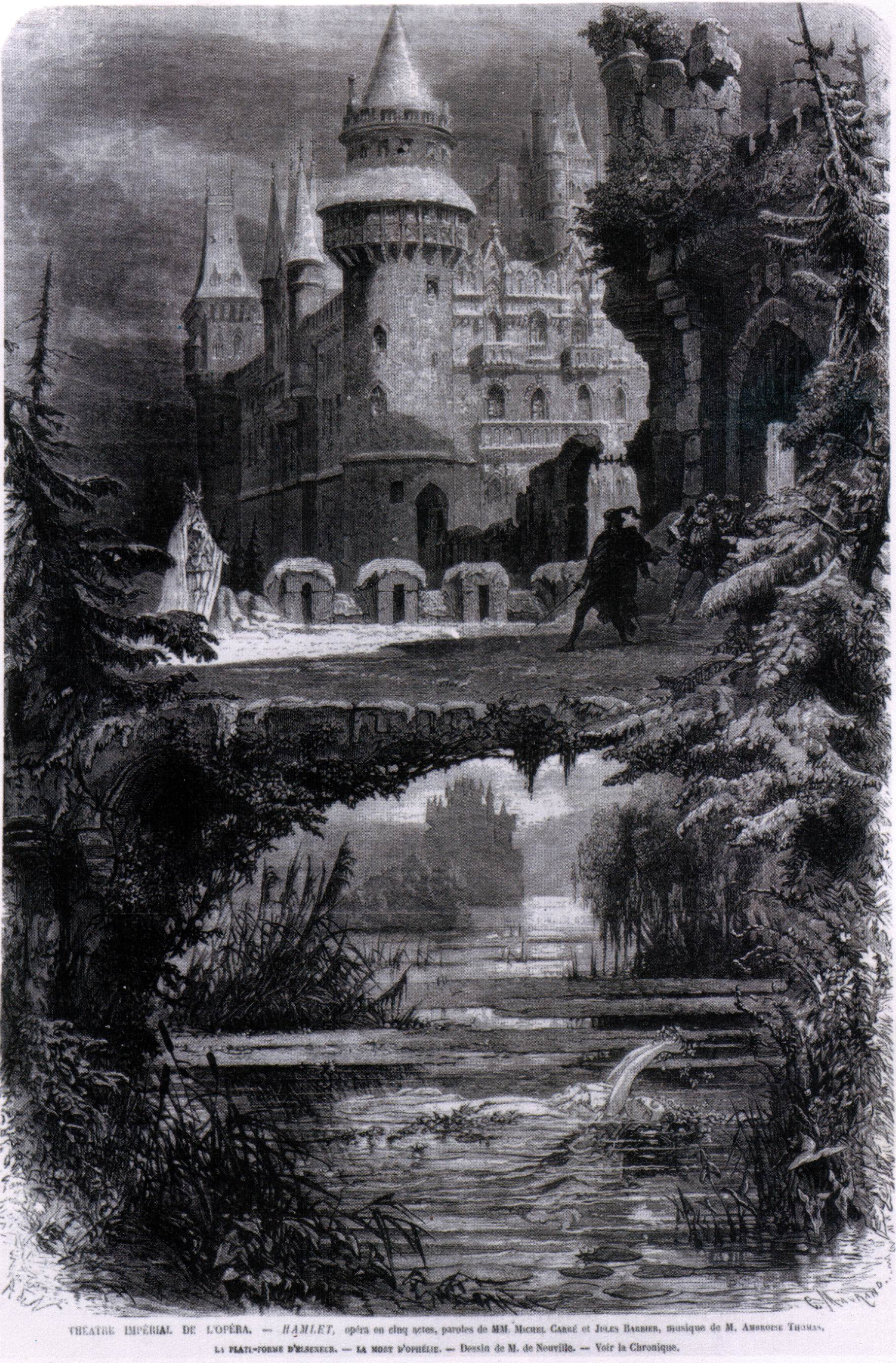
Scena dallHamlet

- Prèlude

### Atto primo
- 1 Introduzione Que nos chants moontent jusq'aux cieux (Coro, Claudio, Gertrude)
- 2 Recitativo e duetto Doute de la lumière (Amleto, Ofelia)
- 3 Recitativo e cavatina Pour mon pays (Laerte)
- 4 Coro Nargue de la tristesse!
- 5 Scena e invocazione Spectre infernal! Image venéree! (Amleto, Spettro, Marcello, Orazio)
- Entr'acte

### Atto secondo
- 6 Aria Sa main depuis hier (Ofelia)
- 7 Recitativo e arioso Dans son regards (Gertrude)
- 8 Duettino L'âme de votre fils (Claudio, Gertrude, Amleto)
- 9 Coro dei commedianti Princes sans apanages
- 10 Brindisi O vin, dissipe la tristesse (Amleto)
- 11 Marcia danese, recitativo e Prologo Voici l'istant! (Amleto)
- 12 Pantomima e finale O mortelle offense! (Claudio, Ofelia, Gertrude, Amleto, Polonio, Marcello, Orazio, Coro)
- Entr'acte

### Atto terzo
- 13 Monologo Etre o nou pas etre (Amleto)
- 14 Recitativo e preghiera Je t'implore, o mon frère! (Claudio)
- 15 Terzetto Allez dans un cloitre, Ophélie (Amleto, Gertrude, Ofelia)
- 16 Duetto Hamlet, ma douleur est immense! (Gertrude, Amleto, Spettro)
- Entr'acte

### Atto quarto
- 17 Introduzione Voici la riante saison
- 18 Scena della pazzia di Ofelia:
  - Recitativo A vos jeux, mes amis
  - Andante Un doux serment
  - Tempo di valzer Partegez-vous mes fleurs
  - Ballata Pale et blonde
- 19 Coro Sa raison a fui sans retour
- 20 Finale Le voilà! Je crois l'entendre! (Ofelia)

### Atto quinto
- 21 Canzone Dame ou prince, homme ou femme (Primo e secondo becchino)
- 22 Recitativo e arioso Comme un pale fleur (Amleto)
- 23 Marcia funebre e coro Comme la fleur
- 24 Finale Ophélie! Morte! (Amleto, Claudio, Gertrude, Laerte, Polonio, Orazio, Marcello, Spettro, Coro)

## Incisioni discografiche
| Anno | Cast (Hamlet, Ophélie, Claudius, Gertrude, Laerte)                                   | Direttore            |
| ---- | ------------------------------------------------------------------------------------ | -------------------- |
| 1983 | Sherrill Milnes, Joan Sutherland, James Morris, Barbara Conrad, Gösta Winbergh       | Richard Bonynge      |
| 1993 | Thomas Hampson, June Anderson, Samuel Ramey, Denyce Graves, Gregory Kunde            | Antonio de Almeida   |
| 1994 | Bo Skovhus, Aleksandrina Pendačanska, Kurt Rydl, Viorica Cortez, Jorge López-Yáñez   | Reynald Giovaninetti |
| 2003 | Simon Keenlyside, Natalie Dessay, Alain Vernhes, Béatrice Uria-Monzon, Daniil Shtoda | Bertrand de Billy    |